# 플레이어 캐릭터

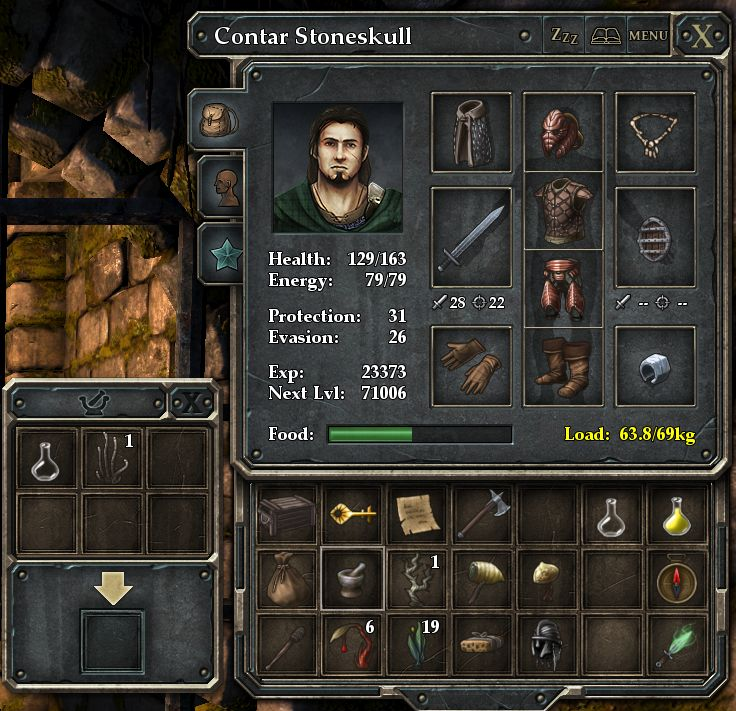
레전드 오브 그림록의 플레이어 캐릭터 "콘타 스톤스컬". 사각형 안에는 그가 착용하고 있는 아이템과 모험 중에 가지고 다니는 아이템 아이콘이 표시되어 있다. 체력 및 경험치와 같은 능력치도 나열되어 있다.

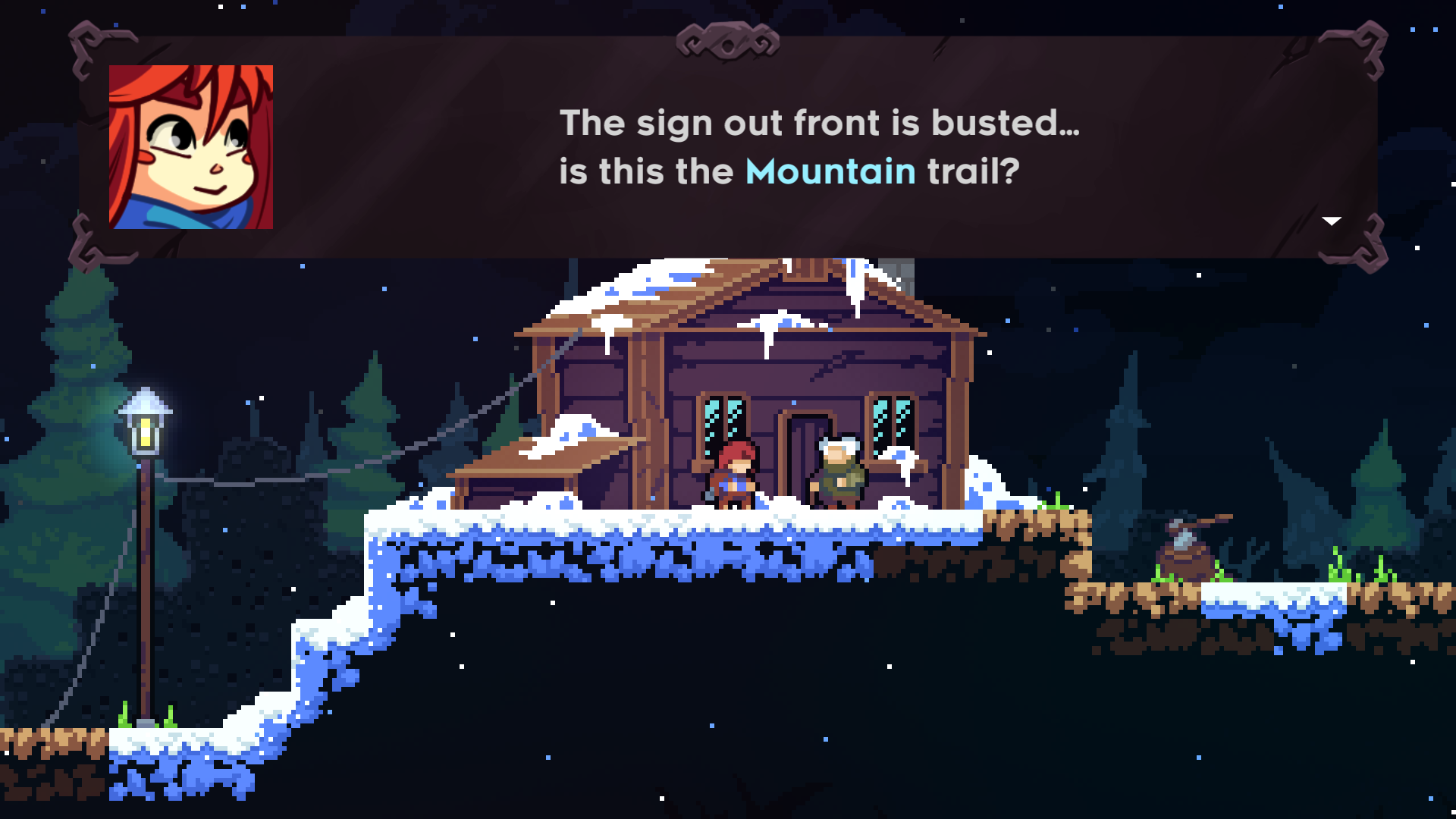
매들린 (왼쪽)의 플레이어 캐릭터가 셀레스트 게임의 건물 밖에서 논플레이어 캐릭터와 대화하고 있다.

플레이어 캐릭터(player character, PC) 또는 플레이어블 캐릭터(playable character)는 비디오 게임이나 테이블톱 롤플레잉 게임에서 게임 규칙이 아닌 플레이어가 행동을 제어하는 가상의 등장인물이다. 플레이어가 제어하지 않는 캐릭터는 논플레이어 캐릭터(NPC)라고 부른다. 논플레이어 캐릭터의 행동은 일반적으로 비디오 게임에서는 게임 자체에서 처리하거나, 테이블톱 롤플레잉 게임을 진행하는 게임마스터가 따르는 규칙에 따라 처리한다. 플레이어 캐릭터는 캐릭터를 제어하는 플레이어의 가상적인 대리 몸체 역할을 한다.
비디오 게임은 일반적으로 게임을 플레이하는 각 사람마다 하나의 플레이어 캐릭터를 가진다. 일부 게임(예: 멀티플레이어 온라인 배틀 아레나, 히어로 슈터, 대전 격투 게임)은 플레이어가 선택할 수 있는 플레이어 캐릭터 그룹을 제공하여, 플레이어가 한 번에 하나를 제어할 수 있도록 한다. 두 개 이상의 플레이어 캐릭터를 사용할 수 있는 경우, 캐릭터는 독특한 능력치와 다양한 플레이 스타일을 가질 수 있다.

## 개요

### 아바타
플레이어 캐릭터는 때때로 실제 인물을 기반으로 할 수 있으며, 특히 실제 선수의 이름과 외모를 사용하는 스포츠 게임에서 그렇다. 역사적 인물과 지도자도 때때로 캐릭터로 등장할 수 있으며, 특히 시드 마이어의 문명 시리즈와 같은 전략 게임이나 4X 게임에서 그렇다. 이러한 플레이어 캐릭터는 플레이어 캐릭터의 이름과 이미지가 게임 자체에 거의 영향을 미치지 않으므로 아바타에 더 가깝다. 아바타는 카지노 게임 시뮬레이션에서도 흔히 볼 수 있다.

### 빈 캐릭터
많은 비디오 게임, 특히 1인칭 슈팅 게임에서 플레이어 캐릭터는 눈에 띄는 특징이나 심지어 배경 이야기도 없는 "빈 도화지"이다. 팩맨 (비디오 게임), 크로노 트리거의 크로노, 젤다의 전설의 링크 (젤다의 전설), 포탈의 첼, 그랜드 테프트 오토 III의 클로드가 이러한 캐릭터의 예이다. 이 캐릭터들은 일반적으로 침묵하는 주인공이다.
어떤 게임은 더 나아가 플레이어 캐릭터를 전혀 보여주거나 이름 붙이지 않는다. 이것은 미스트 (비디오 게임)와 같은 1인칭 비디오 게임에서 다소 흔하지만, 듄 2000, 엠퍼러: 배틀 포 듄, 커맨드 앤 컨커 시리즈와 같은 전략 비디오 게임에서 더 자주 나타난다. 이러한 게임에서 플레이어가 (전지전능한 상태 대신) 캐릭터를 가지고 있다는 유일한 실제 표시는 캐릭터가 임무 브리핑이나 디브리핑을 받는 동안의 컷신에서 비롯된다. 플레이어는 보통 "장군", "사령관" 또는 다른 군 계급으로 불린다.
게임 문화에서 이러한 캐릭터는 Ageless, Faceless, Gender-Neutral, Culturally Ambiguous Adventure Person, 약칭 AFGNCAAP라고 불렸는데, 이 용어는 조크: 그랜드 인퀴지터에서 플레이어를 풍자적으로 지칭하기 위해 사용되었다.

### 캐릭터 액션 게임

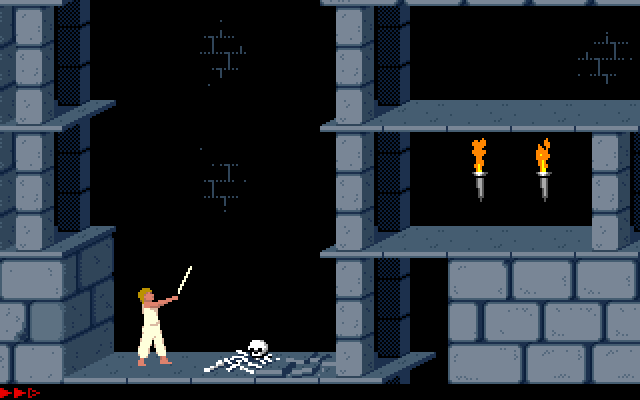
1989년 플랫폼 게임 페르시아의 왕자 (1989년 비디오 게임)

캐릭터 액션 게임(캐릭터 중심 게임, 캐릭터 게임 또는 단순히 액션 게임이라고도 함)은 플레이어 캐릭터의 물리적 행동을 중심으로 진행되는 다양한 게임을 지칭하는 광범위한 액션 게임 범주이다. 이 용어는 1980년대 초 아케이드 비디오 게임의 황금기로 거슬러 올라가는데, 이때 "액션 게임"과 "캐릭터 게임"이라는 용어가 1970년대 후반 아케이드 게임을 지배했던 우주 슈팅 게임과 새로운 신흥 장르인 캐릭터 중심의 액션 게임을 구별하기 위해 사용되기 시작했다. 그 시대의 캐릭터 액션 게임의 고전적인 예로는 팩맨 (비디오 게임)과 같은 미로 게임, 동키콩과 같은 플랫폼 게임, 프록거가 있다.
횡스크롤 캐릭터 액션 게임("횡스크롤 액션 게임" 또는 "횡스크롤러"라고도 함)은 1980년대 중반부터 1990년대까지 인기를 끌었던 광범위한 캐릭터 액션 게임 범주로, 플레이어 캐릭터가 횡스크롤 플레이필드에서 약한 적들을 대규모로 물리치는 것을 포함한다. 예시로는 쿵푸 마스터 및 더블 드래곤과 같은 핵 앤드 슬래시 게임, 카게의 전설 및 시노비와 같은 닌자 액션 게임, 슈퍼 마리오브라더스 및 소닉 더 헤지혹과 같은 스크롤링 플랫폼 게임, 그리고 런 앤 건 슈팅 게임인 롤링 썬더 및 건스타 히어로즈 등이 있다.
"캐릭터 액션 게임"은 데빌 메이 크라이를 본떠 만든 3D 핵 앤드 슬래시 게임을 지칭하는 용어로도 사용되는데, 이는 아케이드 캐릭터 액션 게임의 진화를 나타낸다. 이 하위 장르의 다른 예로는 닌자 가이덴, 갓 오브 워, 베요네타 등이 있다.

### 대전 격투 게임
대전 격투 게임은 일반적으로 선택할 수 있는 플레이어 캐릭터 수가 많으며, 모든 또는 대부분의 캐릭터에게 사용 가능한 기본적인 동작과 하나 또는 소수의 캐릭터에게만 사용 가능한 고유한 동작이 있다. 이러한 게임에서 더 큰 게임 플레이 다양성을 만들기 위해서는 플레이할 수 있고 상대할 수 있는 많은 독특한 캐릭터들이 필요하며, 이들은 모두 다른 동작과 능력을 가지고 있어야 한다.

### 히어로 슈터
MOBA와 유사하게, 히어로 슈터는 다른 캐릭터에게는 사용할 수 없는 독특한 능력과 무기를 가진 미리 디자인된 "영웅" 캐릭터를 강조한다. 히어로 슈터는 팀 내 플레이어 간의 협동을 강력히 권장하며, 플레이어에게 효과적인 영웅 캐릭터 조합을 선택하고 경기 중 영웅 능력 사용을 조율하도록 안내한다.

### 멀티플레이어 온라인 배틀 아레나
멀티플레이어 온라인 배틀 아레나 게임은 플레이어가 선택할 수 있는 사용 가능한 플레이어 캐릭터 그룹을 많이 제공하며, 각 캐릭터는 게임 플레이 스타일을 다르게 만드는 독특한 능력, 강점 및 약점을 가지고 있다. 캐릭터는 경험치를 모아 경기 중에 새로운 능력을 배우거나 기존 능력을 강화할 수 있다. 플레이어의 팀원을 보완하고 상대방을 제압하는 캐릭터를 선택하는 것은 경기 시작 전부터 전략을 펼칠 수 있게 한다. 플레이어블 캐릭터들은 다양한 판타지 트로피를 혼합하며, 대중문화와 신화학에 대한 수많은 참고 자료를 특징으로 한다.

### 롤플레잉 게임
던전 & 드래곤과 같은 테이블톱 롤플레잉 게임과 파이널 판타지와 같은 롤플레잉 비디오 게임 모두에서 플레이어는 일반적으로 플레이어와 공통점이 없는 캐릭터의 정체성을 만들거나 취한다. 캐릭터는 종종 특정 (일반적으로 가상의) 종족과 직업 (예: 좀비, 베르세르크, 소총수, 엘프, 또는 성직자)을 가지며, 각각 강점과 약점을 가지고 있다. 캐릭터의 속성 (예: 마법과 전투 능력)은 숫자 값으로 주어지며, 캐릭터가 목표를 달성하거나 적과 싸우면서 진행하고 등급과 경험치를 얻음에 따라 증가할 수 있다.

### 스포츠 게임
많은 스포츠 게임에서 플레이어 캐릭터는 가상의 캐릭터와 달리 실제 운동선수를 모델로 하는 경우가 많다. 이는 특히 스포츠 시뮬레이션 게임의 경우에 해당하며, 많은 아케이드 스타일 스포츠 게임은 대신 가상의 캐릭터를 특징으로 하는 경우가 많다.

## 비밀 캐릭터
비밀 또는 잠금 해제 가능한 캐릭터는 게임을 완료하거나 다른 요구 사항을 충족한 후에만 사용할 수 있는 비디오 게임의 플레이 가능한 캐릭터이다. 일부 비디오 게임에서는 비밀은 아니지만 보스나 적으로서 논플레이어 캐릭터로만 나타나는 캐릭터가 특정 요구 사항을 완료하거나 때로는 치팅을 통해 플레이 가능한 캐릭터가 되기도 한다.

## 같이 보기
- 논플레이어 캐릭터
- 캐릭터